# Monodontomerus dentipes
Monodontomerus dentipes är en stekelart som först beskrevs av Johan Wilhelm Dalman 1820.  Monodontomerus dentipes ingår i släktet Monodontomerus och familjen gallglanssteklar. Arten är reproducerande i Sverige. Inga underarter finns listade i Catalogue of Life.